# Candida auris
Candida auris is een eencellige schimmel soort, behorend tot de gisten. Het is een van de weinige Candida-soorten die bij mensen de infectie candidiasis kunnen veroorzaken. Deze aandoening wordt vaak opgelopen als ziekenhuisinfectie, door patiënten met een verzwakt immuunsysteem of met een katheter in de bloedvaten. De soort kan invasieve candidiasis veroorzaken, waarbij de bloedstroom (candidaemie), het centraal zenuwstelsel en/of de interne organen besmet worden. De aandoening kreeg vooral aandacht vanwege zijn hardnekkige resistentie tegen veelgebruikte geneesmiddelen. De diagnostiek en behandeling werd tot voor kort ook bemoeilijkt doordat C. auris gemakkelijk met andere Candida-soorten werd verward en dus in microbiologische laboratoria niet altijd als zodanig wordt herkend.
Candidiasis ten gevolge van C. auris is in meer dan dertig landen geconstateerd, ook in België (2016) en Nederland (2018). In maart 2023 kwam candidiasis ten gevolge van C. auris veel in de Amerikaanse media ter sprake, vanwege de verregaande verspreiding van de schimmel. Centers for Disease Control and Prevention betitelde deze verspreiding als zeer zorgwekkend.

## Historie
Candidiasis ten gevolge van C. auris werd voor het eerst beschreven in 2009 nadat het was opgevangen uit de gehoorgang van een zeventigjarige Japanse vrouw. In 2011 stelde men de eerste ziekteveroorzakende C. auris vast in Zuid-Korea. Daarna zou de eencellige schimmel zich verspreid hebben over Zuid-Azië en de Verenigde Staten (2013), het Midden-Oosten en Zuid-Afrika (2014), Zuid-Amerika (2016) en Europa. Het eerste geval in België werd geconstateerd in 2016 en in Nederland in 2018.